# 유약

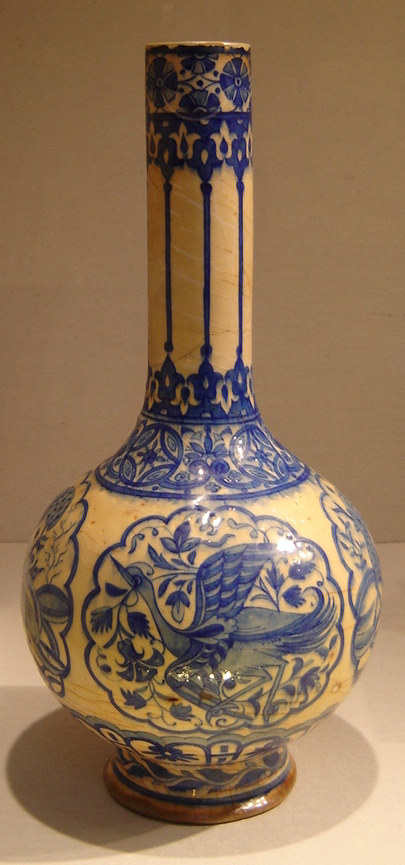
복합체로 만들어졌고, 채색되고 유약 처리된 병. 이란, 16세기 (메트로폴리탄 미술관)

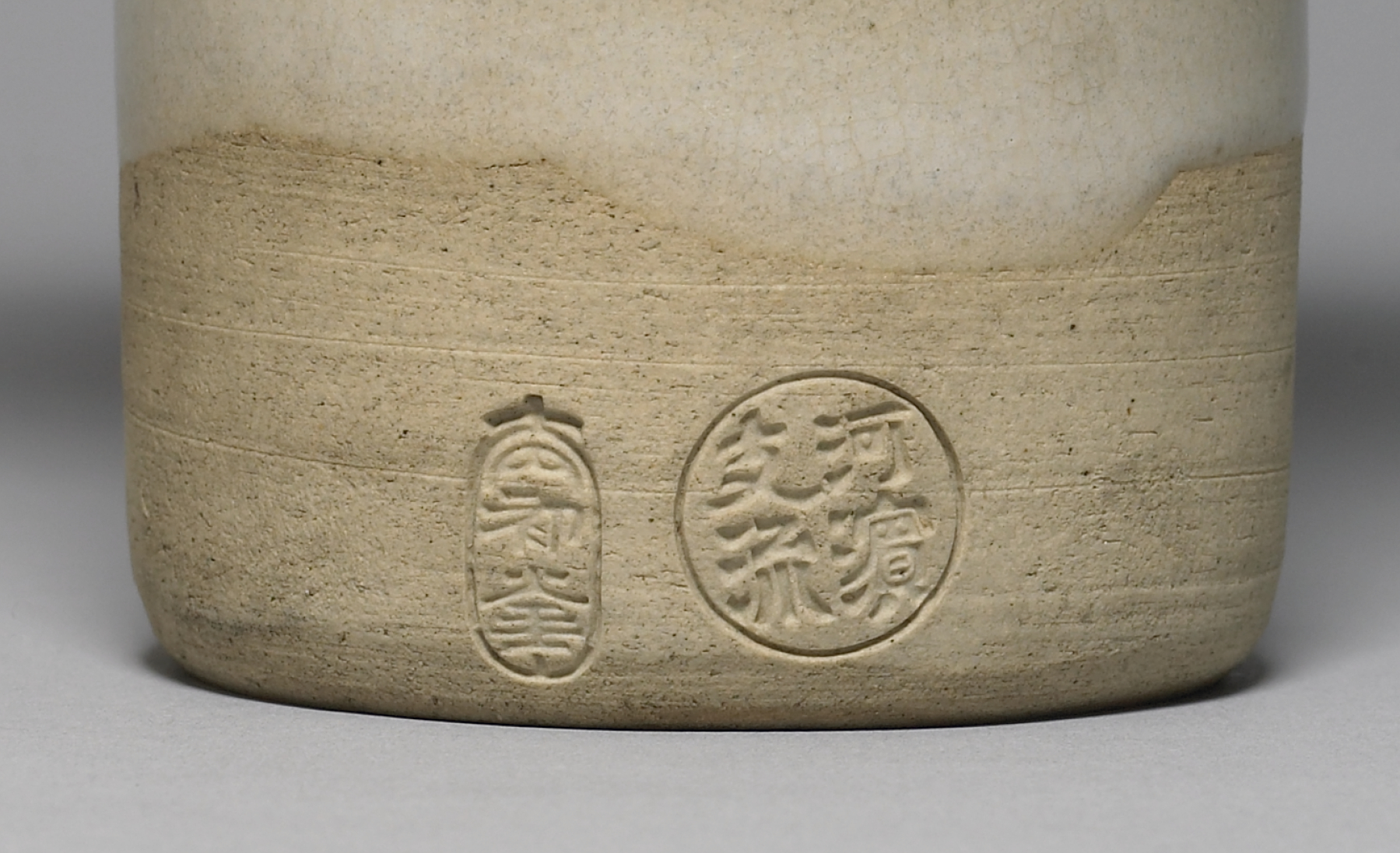
떨어지는 볏짚 회유의 디테일(상단), 일본, 1852년

유약(釉藥 / 泑藥)은 세라믹 표면에 입혀지는 유리질의 코팅이다. 장식용으로 사용되며, 물품이 액체에 불침투성이 되도록 하고 오염물질의 부착을 최소화한다.
유약 처리는 토기를 물에 불침투성으로 만들고, 토기의 내재된 공극률을 밀봉한다. 또한 더 단단한 표면을 제공한다. 유약은 석기 (도자기)와 도자기에도 사용된다. 기능성 외에도 유약은 다양한 표면 마감을 형성할 수 있으며, 여기에는 유광 또는 무광 마감 정도와 색상이 포함된다. 유약은 또한 수정되지 않거나, 새겨지거나, 조각되거나, 칠해진 기본 디자인이나 질감을 향상시킬 수 있다.
최근 몇 세기 동안 생산된 대부분의 도예품은 비스크 도자기, 테라코타 및 일부 다른 유형을 제외하고 유약 처리되었다. 타일은 종종 표면이 유약 처리되며, 현대 건축용 테라코타는 종종 유약 처리된다. 유약 벽돌도 흔하다. 위생 도기는 항상 유약 처리되며, 산업용으로 사용되는 많은 세라믹, 예를 들어 송전선용 세라믹 절연체도 마찬가지이다.
전통 유약의 가장 중요한 그룹은 각각 주요 세라믹 융제의 이름을 따서 명명되었다.
- 회유, 동아시아에서 전통적으로 중요하며, 단순히 나무 또는 식물 재로 만들어지며, 이는 포타시와 석회를 포함한다.
- 도자기의 장석질 유약.
- 납유약은 소성 후 광택이 나고 투명하며, 약 800 °C (1,470 °F)만 필요하다. 이는 중국에서 약 2,000년 동안 사용되었으며, 예를 들어 당삼채, 지중해 주변 및 유럽에서 빅토리아 마욜리카 등이 있다.
- 염유약, 주로 유럽의 석기. 일반 소금을 사용한다.
- 주석유약, 납유약에 주석을 첨가하여 불투명한 흰색으로 코팅한다.[2] 고대 근동에서 알려졌고, 이후 이슬람 도기에서 중요해졌으며, 이를 통해 유럽으로 전파되었다. 스페인-무어 도기, 이탈리아 르네상스 마욜리카 (또한 마욜리카라고도 함), 파이앙스 및 델프트웨어를 포함한다.

유약은 소성되지 않은 유약의 수성 현탁액을 분사, 담그기, 뿌리기 또는 붓으로 바르는 방식으로 적용할 수 있다. 소성 후 유약의 색상은 소성 전과 상당히 다를 수 있다. 유약 처리된 물건이 소성 중 가마 (열) 가구에 달라붙는 것을 방지하기 위해, 소성되는 물건의 작은 부분(예: 발)은 유약을 바르지 않거나, 특수 내화성 "스퍼"를 지지대로 사용한다. 이들은 소성 후 제거되고 버려진다.

## 역사
역사적으로 세라믹의 유약 처리는 적절한 재료가 발견되어야 했고, 필요한 온도를 안정적으로 달성할 수 있는 소성 기술이 필요했기 때문에 상당히 느리게 발전했다. 유약은 기원전 4천년경 석재 재료에 처음 나타났으며, 고대 이집트 파이앙스 (점토 기반 재료라기보다는 프릿웨어)는 소성 중 재료가 자연적으로 유약과 같은 층을 형성했기 때문에 자체 유약 처리되었다. 도자기 유약은 기원전 1500년경 중동과 이집트에서 회유를 포함한 알칼리 유약과 중국에서 분쇄된 장석을 사용하여 유리가 발명된 후에 뒤따랐다. 기원전 100년경에는 구세계에 납유약이 널리 퍼졌다.
유약 벽돌은 기원전 13세기로 거슬러 올라가는 엘람의 초가 잔빌에 있는 사원까지 거슬러 올라간다. 1049년 중국 카이펑시에 유약 벽돌로 지어진 철탑은 잘 알려진 후기 사례이다.
납유약 토기는 아마도 중국의 전국 시대 (기원전 475년 – 221년)에 만들어졌을 것이며, 한 왕조 동안 그 생산량이 증가했다. 고온 원시 청자 유약 석기는 상 왕조 (기원전 1600년 – 1046년) 이전에 유약 토기보다 먼저 만들어졌다.
일본의 고훈 시대 동안, 스에기는 녹색의 자연 회유로 장식되었다. 552년부터 794년까지 다양한 색상의 유약이 도입되었다. 당나라의 삼채 유약은 한동안 자주 사용되었지만 점차 단종되었다. 유약의 정확한 색상과 구성은 아직 복원되지 않았다. 그러나 자연 회유는 전국적으로 흔히 사용되었다.
13세기에는 붉은색, 푸른색, 녹색, 노란색, 검은색 오버글레이즈로 꽃무늬가 그려졌다. 오버글레이즈는 세라믹에 특정한 느낌을 주어 매우 인기가 많았다.
8세기부터 유약 처리된 세라믹은 이슬람 미술과 이슬람 도기에서 널리 사용되었으며, 일반적으로 정교한 도예 형태로 나타났다. 주석 불투명 유약은 이슬람 도공들이 개발한 최초의 새로운 기술 중 하나였다. 최초의 이슬람 불투명 유약은 8세기경 바스라에서 푸른색으로 칠해진 도기에서 찾을 수 있다. 또 다른 중요한 기여는 9세기 이라크에서 시작된 석기 (도자기)의 개발이었다.틀:Full citation needed 이슬람 세계에서 혁신적인 도자기를 생산한 다른 장소로는 푸스타트 (975년에서 1075년까지), 다마스쿠스 (1100년에서 약 1600년까지), 타브리즈 (1470년에서 1550년까지)가 있었다.

## 구성
유약에는 점토 몸체와 다른 유약 재료의 부분적인 액화를 촉진하는 역할을 하는 세라믹 융제가 포함되어야 한다. 융제는 실리카와 때로는 삼산화 붕소와 같은 유리 형태의 높은 녹는점을 낮춘다.
세라믹 유약의 원료는 일반적으로 주요 유리 형성제가 될 실리카를 포함한다. 나트륨, 칼륨 및 칼슘과 같은 다양한 금속 산화물은 융제 역할을 하여 녹는점을 낮춘다. 종종 점토에서 유래하는 알루미나는 녹은 유약이 조각에서 흘러내리는 것을 방지하기 위해 굳힌다. 산화 철, 염기성 탄산 구리 또는 탄산 코발트와 같은 착색제, 그리고 때로는 산화 주석 및 산화 지르코늄을 포함한 불투명화제가 소성된 유약의 시각적 외관을 변경하는 데 사용된다.

## 과정

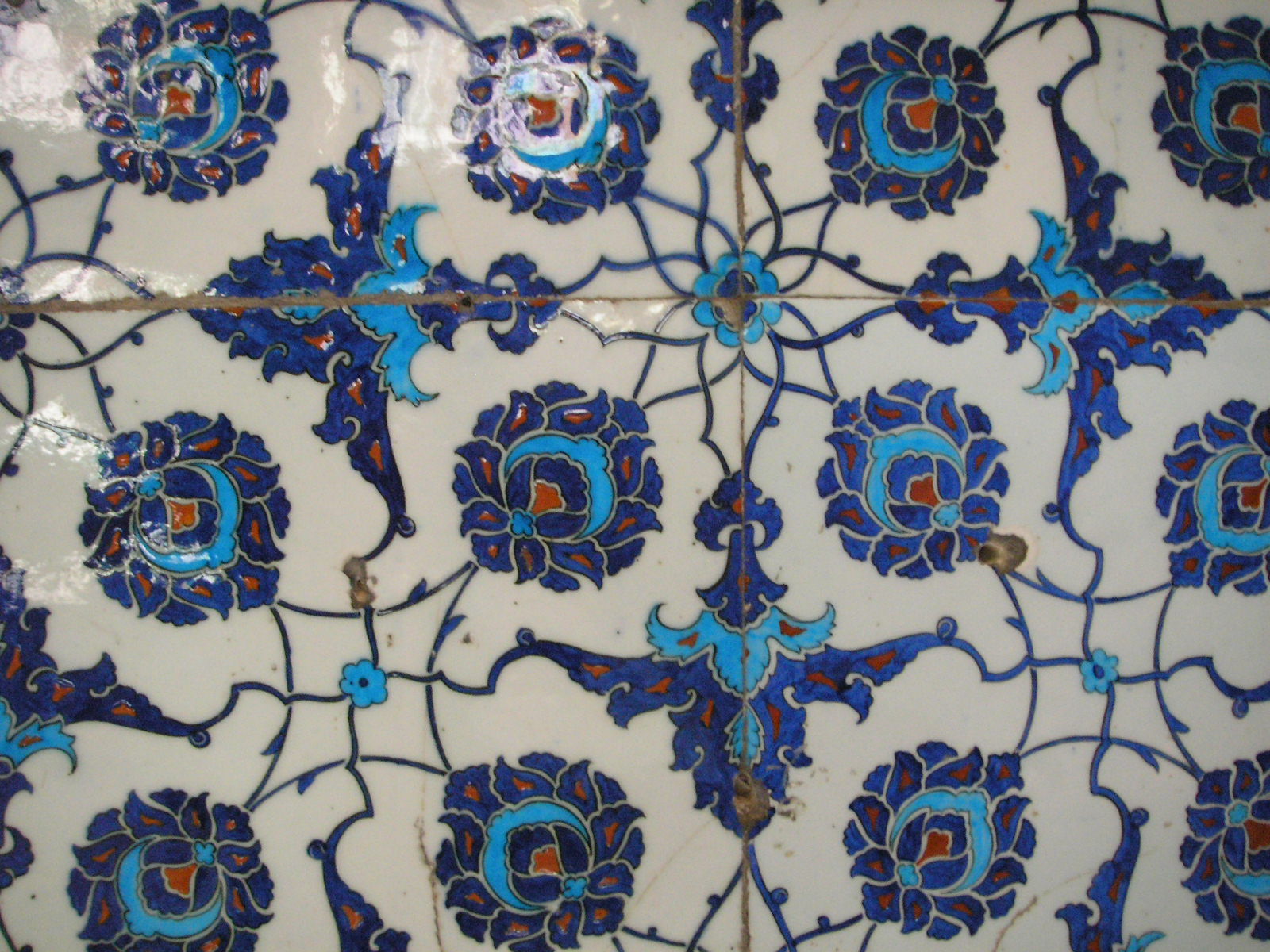
이스탄불 톱카프 궁전 엔데룬 도서관의 이즈니크 타일

가장 흔하게는 다양한 분말 광물과 금속 산화물의 수성 현탁액에 담그는 방식으로 유약을 적용한다. 다른 기술로는 유약을 조각 위에 붓거나, 에어브러시나 유사한 도구로 조각에 분사하거나, 붓과 같은 도구로 직접 적용하는 것이 있다. 대부분 구식이 되었지만, 염유약 도기는 또 다른 형태의 유약 처리이다. 점토 몸체 표면에 혼합물을 건식으로 뿌리거나 고온에서 가마에 소금이나 소다를 넣어 나트륨 증기가 풍부한 분위기를 조성한다. 이것은 몸체의 알루미늄 및 실리카 산화물과 반응하여 유리를 형성하고 침착시킨다.
유약 처리된 물건이 소성 중 가마 (열)에 달라붙는 것을 방지하기 위해, 물건의 작은 부분이 유약 처리되지 않거나, 가마 지지대 및 지지대와 같은 작은 내화성 지지대 위에 놓인다. 지지대는 소성 후 제거되고 버려진다. 이러한 지지대에서 남은 작은 자국은 완성된 도기에서 가끔 볼 수 있다.

## 색상 및 장식
언더글레이즈 장식은 유약 전에 적용되며, 보통 소성되지 않은 도기("생도기" 또는 "초벌도기")에 적용되지만, 때로는 "초벌구이"된 도기(유약 처리 및 재소성 전 일부 물품의 초기 소성)에도 적용된다. 습식 유약—보통 투명한 유약—이 장식 위에 적용된다. 안료는 유약과 융합되어 투명한 유약 층 아래에 있는 것처럼 보이며, 일반적으로 사용되는 몸체 재료는 흰색으로 소성된다. 가장 잘 알려진 언더글레이즈 장식 유형은 중국에서 처음 생산된 청화백자이며, 이후 다른 나라에서도 모방되었다. 인상적인 파란색은 코발트를 산화 코발트 또는 탄산 코발트로 사용한다. 그러나 델프트웨어와 같이 모방된 많은 유형은 미색 또는 심지어 갈색의 토기 몸체를 가지며, 흰색 주석 유약과 인글레이즈 또는 오버글레이즈 장식이 적용된다. 18세기 영국에서 크림웨어와 다른 흰색 몸체 토기가 발명되면서 언더글레이즈 장식은 도자기뿐만 아니라 토기에도 널리 사용되었다.

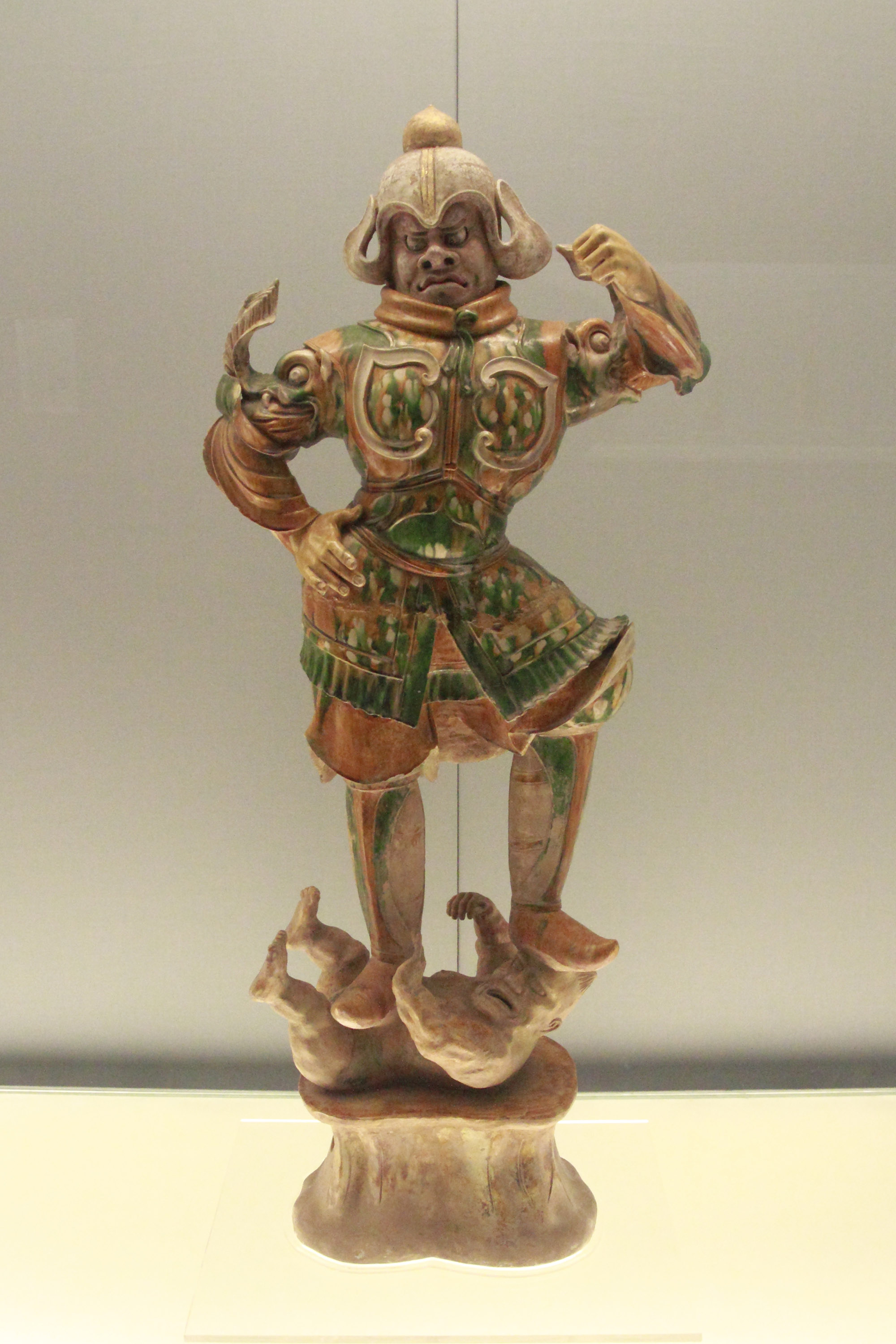
당나라 당나라 무덤 수호자의 당삼채 납유약

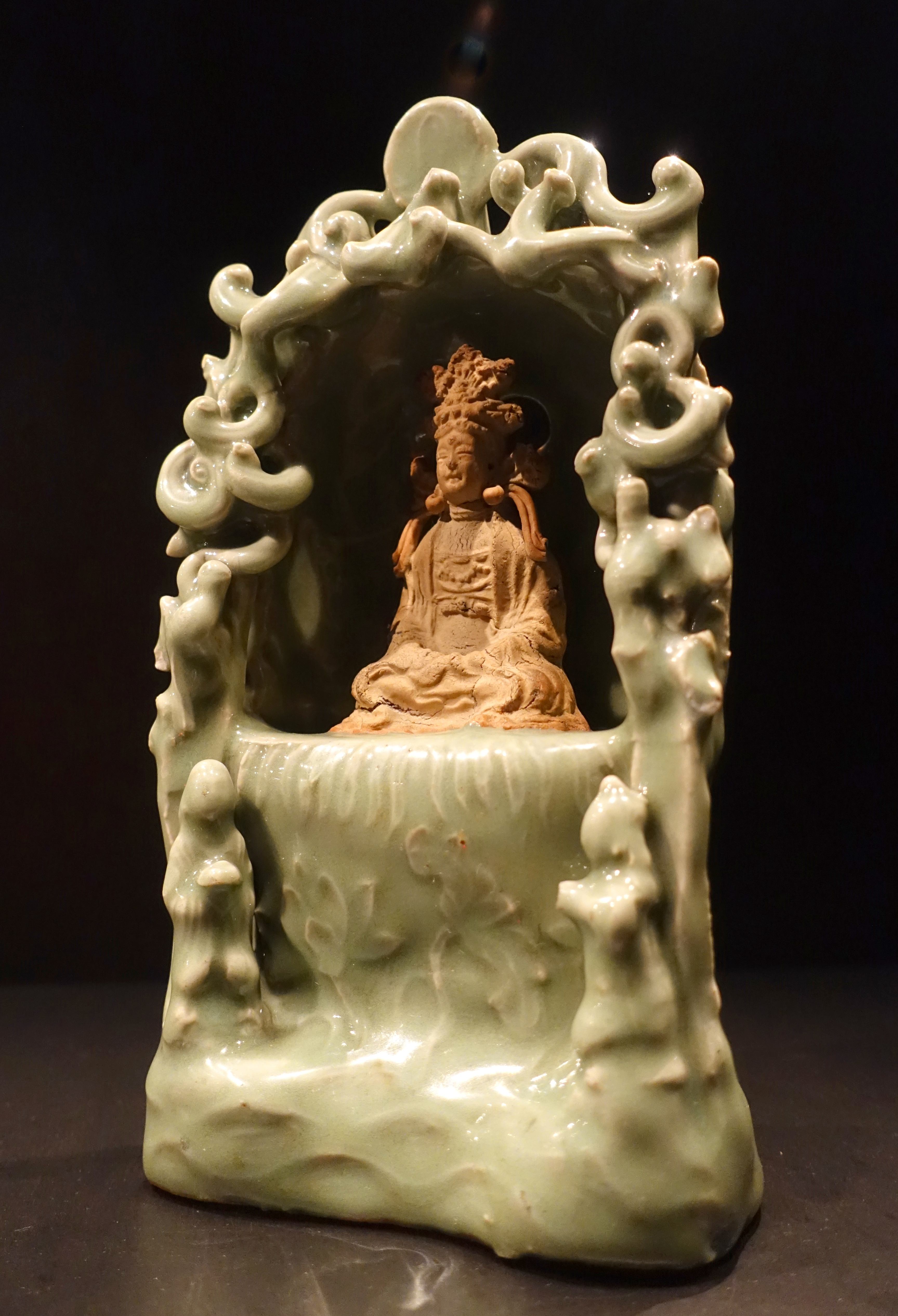
중국 청자 사당; 채색 유약, 인물상은 유약 처리되지 않음. 명 왕조, 1300-1400년

오버글레이즈 장식은 소성된 유약 층 위에 적용되며, 일반적으로 "에나멜"의 색상, 즉 기본적으로 유리를 사용하며, 이는 유약과 융합하기 위해 비교적 낮은 온도에서 두 번째 소성을 필요로 한다. 비교적 낮은 온도에서만 소성되기 때문에, 역사적 시대에는 더 넓은 범위의 안료를 사용할 수 있었다. 오버글레이즈 색상은 낮은 온도 유약으로, 세라믹에 더 장식적이고 유리 같은 외관을 부여한다. 물건은 먼저 소성되는데, 이 초기 소성을 글로스트 소성이라고 하며, 그 다음 오버글레이즈 장식이 적용되고 다시 소성된다. 물건이 소성되어 가마에서 나오면 유약으로 인해 질감이 더 부드러워진다.
다른 방법으로는 첫째로 인글레이즈가 있는데, 이는 유약에 페인트를 소성 전에 바르고, 소성 중에 유약 층 안에 통합되는 방식이다. 이는 마욜리카와 같은 주석유약 도기에 잘 작동하지만, 색상의 범위는 글로스트 소성을 견딜 수 있는 색상으로 제한되었으며, 이는 언더글레이즈와 유사했다. 안료가 유약을 도기에 적용하기 전에 액체 유약에 혼합되는 유색 유약은 대부분의 청자에서와 같이 전체 조각에 단일 색상을 부여하는 데 사용되지만, 중국의 당삼채 ("삼색") 도기나 심지어 그림이 그려진 장면처럼 대비되는 색상으로 디자인을 만드는 데도 사용될 수 있다.
많은 역사적인 양식, 예를 들어 일본의 이마리야키, 중국의 두채 및 오채는 다양한 유형의 장식을 결합한다. 이러한 경우 몸체, 언더글레이즈 장식 및 유약을 위한 첫 번째 소성 후에 오버글레이즈 에나멜이 적용된 후 두 번째 소성이 일반적으로 뒤따른다.

## 환경적 영향

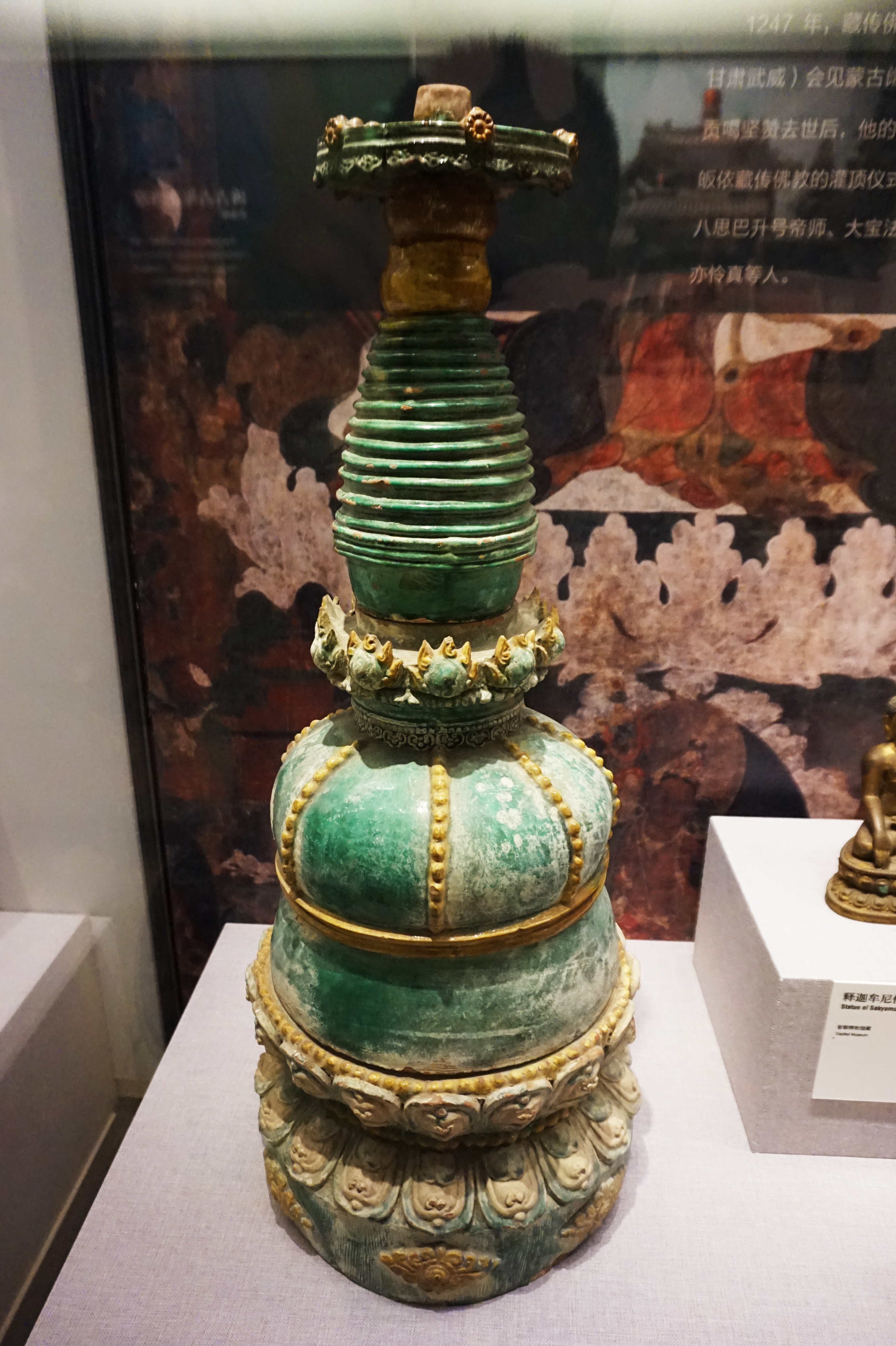
원나라 유약 처리된 스투파 모형

중금속은 특정 색상이나 질감을 만들기 위해 유약에 사용되는 밀도가 높은 금속이다. 유약 성분은 재활용되지 않은 세라믹 제품이 따뜻하거나 산성인 물에 노출될 때 환경으로 침출될 가능성이 더 높다. 중금속의 침출은 세라믹 제품이 잘못 유약 처리되거나 손상될 때 발생한다. 납과 크로뮴은 세라믹 유약에 사용될 수 있는 두 가지 중금속으로, 독성과 생체 축적 능력 때문에 정부 기관에서 엄격하게 감시하고 있다.

### 금속 산화물 화학
세라믹 유약에 사용되는 금속은 일반적으로 금속 산화물의 형태이다.

#### 산화 납(II)
세라믹 제조업체는 주로 산화 납(II) (PbO)을 낮은 녹는점 범위, 넓은 소성 범위, 낮은 표면 장력, 높은 굴절률 및 탈유리화 저항성 때문에 융제로 사용한다. 상업용 유약 제조에 사용되는 납은 안정화를 보장하고 침출 위험을 줄이기 위해 1:1 비율로 실리카에 분자적으로 결합되거나 프릿 형태로 포함된다.
오염된 환경에서 이산화 질소는 물 (H
2O)과 반응하여 아질산 (HNO
2)과 질산 (HNO
3)을 생성한다.
H
2O + 2NO
2 → HNO
2 + HNO
3
납이 함유된 유약의 산화 납(II) (PbO)이 질산 (HNO
3)에 노출되면 수용성 질산 납(II) (Pb(NO
3)
2)이 형성된다.
PbO + 2HNO
3 → Pb(NO
3)
2 + H
2O
납 노출은 납 중독으로 총칭되는 다양한 건강 문제와 강하게 연관되어 있으므로, 납이 함유된 유리 (주로 폐기된 CRT 디스플레이 형태) 및 납유약 세라믹의 처리는 독성 폐기물 규제를 받는다.

#### 탄산 바륨 및 탄산 스트론튬
탄산 바륨 (BaCO3)은 바륨 블루로 알려진 독특한 유약 색상을 만드는 데 사용된다. 그러나 식품 접촉 표면에 사용되는 바륨 탄산염 유약의 윤리적 특성에 대한 의문이 제기되었다. 바륨 중독은 섭취 시 경련, 마비, 소화 불편 및 사망을 초래할 수 있다. 또한 산에 다소 용해되며, 오랜 기간 동안 물과 토양을 오염시킬 수 있다. 이러한 우려는 바륨 탄산염이 필요한 유약에 탄산 스트론튬 (SrCO3)을 대체하려는 시도로 이어졌다. 탄산 바륨과 달리 탄산 스트론튬은 NIH에서 안전 위험으로 간주되지 않는다. 스트론튬 대체 실험은 광택 유형 유약에서는 성공적인 경향이 있지만, 무광 유형 유약에서는 바륨을 통해서만 얻을 수 있는 일부 효과와 색상이 있다.
침출 가능성을 줄이기 위해 탄산 바륨은 프릿 형태로 사용되며 1:1 비율로 실리카에 결합된다. 또한 바륨 유약은 식품 접촉 표면이나 실외 품목에는 사용하지 않는 것이 좋다.

#### 산화 크로뮴(III)
산화 크로뮴(III) (Cr
2O
3)은 세라믹 유약에서 착색제로 사용된다. 산화 크로뮴(III)은 가마에서 도달하는 온도에서 산화 칼슘 (CaO) 및 대기 중 산소와 반응하여 크롬산 칼슘 (CaCrO
4)을 생성할 수 있다. 산화 반응은 크로뮴을 +3 산화수에서 +6 산화 상태로 변화시킨다. 크로뮴(VI)은 매우 용해성이 높으며 다른 모든 안정적인 크로뮴 형태 중에서 가장 이동성이 높다.
Cr
2O
3 + 2CaO + 3⁄2O
2 → CaCrO
4
크로뮴은 산업 폐수를 통해 수계로 유입될 수 있다. 크로뮴(VI)은 환경으로 직접 유입되거나 토양에 존재하는 산화제가 크로뮴(III)과 반응하여 크로뮴(VI)을 생성할 수 있다. 크로뮴(VI)이 존재하는 환경에서 자란 식물은 엽록소 양이 감소한다.
우라늄(IV) 산화물 (UO2)
우라늄 기반 세라믹 유약은 환원 소성 시 또는 UO2가 사용될 때 짙은 녹색 또는 검은색을 띠며, 더 흔하게는 산화 소성 시 밝은 노란색, 주황색 및 빨간색 유약을 생산하는 데 사용된다. 우라늄 유약은 1920년대와 1930년대에 우라늄 타일, 시계, 벽시계 및 항공기 다이얼을 만드는 데 사용되었다.
이산화 우라늄은 환원을 통해 삼산화 우라늄과 수소로 생산된다.
UO3 + H2 → UO2 + H2O (700 °C (973 K)에서)

### 예방
제조 과정에서 크로뮴 산화는 칼슘과 결합하는 화합물 도입으로 줄일 수 있다. 세라믹 산업은 납 대체재 사용을 꺼리는데, 납 함유 유약이 제품에 빛나는 광택과 매끄러운 표면을 제공하기 때문이다. 미국 환경보호청은 납의 바륨 대체재인 이중 유약을 실험했지만, 납 함유 유약과 동일한 광학적 효과를 얻는 데는 실패했다.

## 갤러리

세라믹 유약
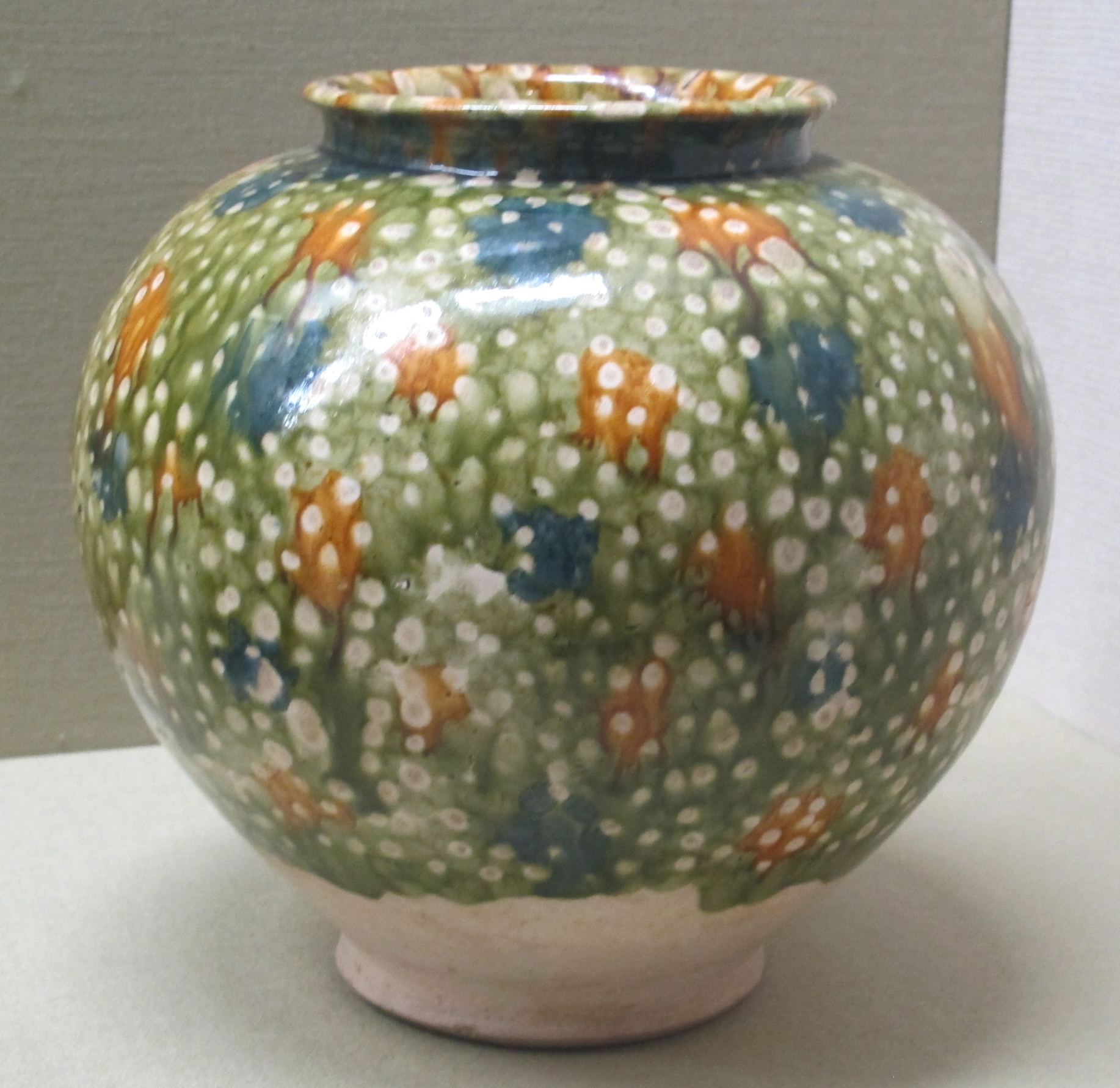
나라 시대 도기, 삼채 유약
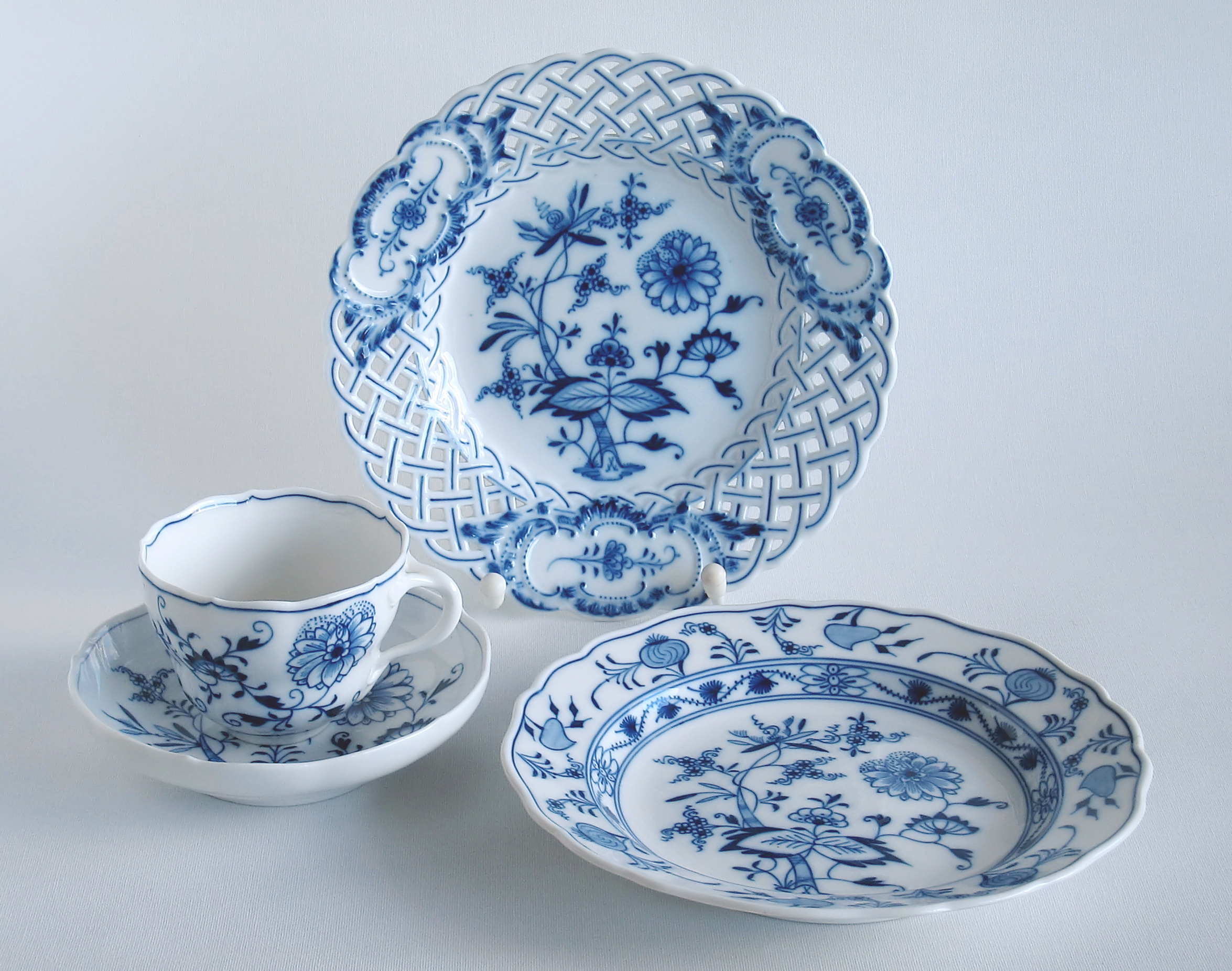
마이센 도자기, 청색 언더글레이즈 장식
청색 언더글레이즈 장식이 있는 도자기 머그컵.청색 언더글레이즈 장식이 있는 도자기 머그컵.
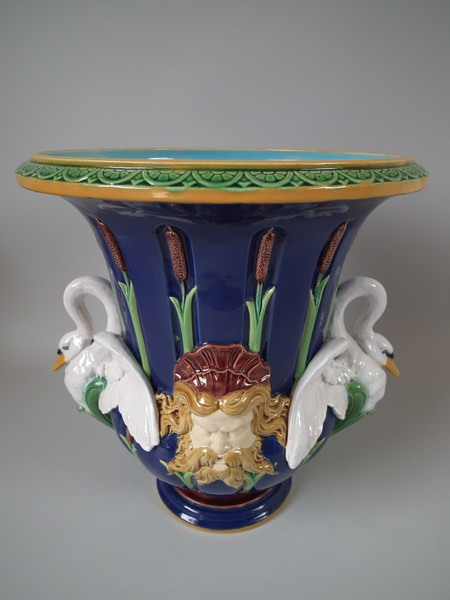
채색 납유약 마욜리카, 약 1870년
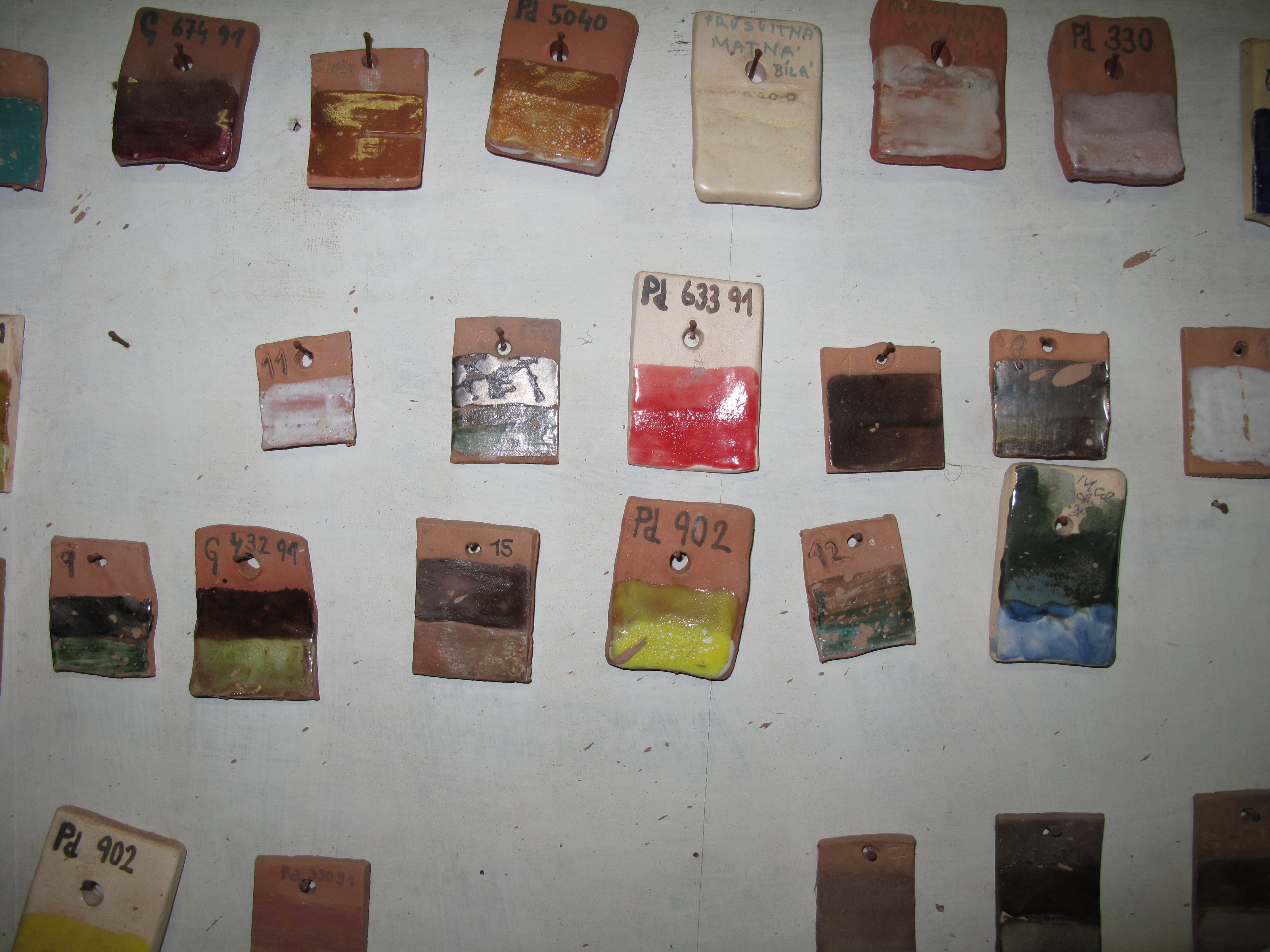
다양한 유약의 테스트 슬래브
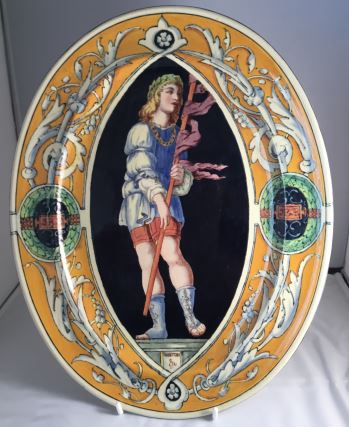
금속 산화물 색상으로 장식된 주석 유약 마욜리카, 민튼스, 약 1870년.
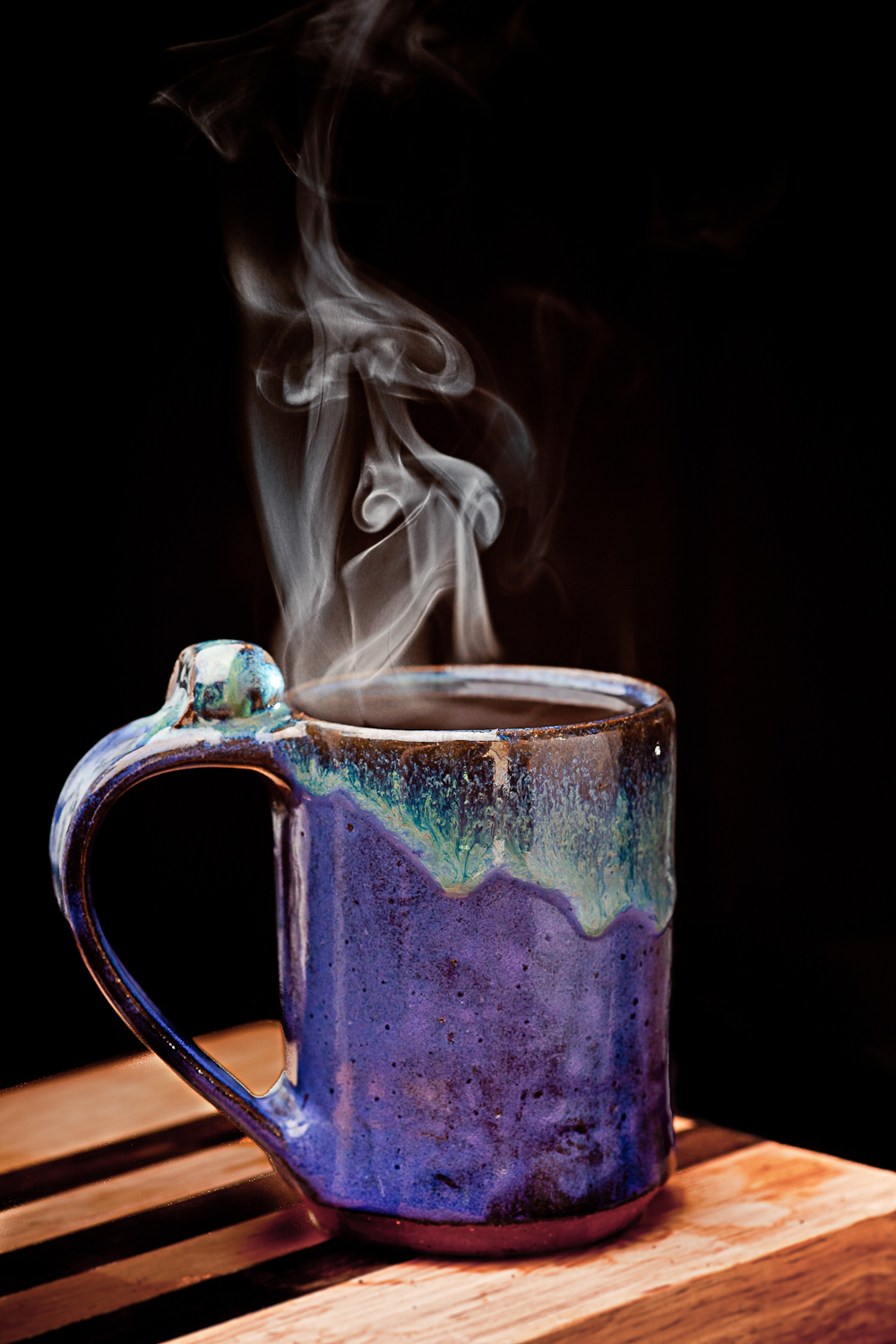
20세기 유약 기술

## 같이 보기
- 법랑